# ناحیه فاین‌لایسون، شهرستان پاین، مینه سوتا
ناحیه فاین‌لایسون (به انگلیسی: Finlayson Township) یک منطقهٔ مسکونی در ایالات متحده آمریکا است که در شهرستان پین، مینه‌سوتا واقع شده‌است.
 ناحیه فاین‌لایسون ۸۸٫۲ کیلومتر مربع مساحت و ۵۰۶ نفر جمعیت دارد و ۳۳۴ متر بالاتر از سطح دریا واقع شده‌است.